# Chase City
Chase City és una població dels Estats Units a l'estat de Virgínia. Segons el cens del 2000 tenia 2.457 habitants.

## Demografia
Segons el cens del 2000, Chase City tenia 2.457 habitants, 1.099 habitatges, i 658 famílies. La densitat de població era de 433,2 habitants per km².
Dels 1.099 habitatges en un 26,1% hi vivien nens de menys de 18 anys, en un 36,6% hi vivien parelles casades, en un 18,7% dones solteres, i en un 40,1% no eren unitats familiars. En el 36,7% dels habitatges hi vivien persones soles el 21,7% de les quals corresponia a persones de 65 anys o més que vivien soles. El nombre mitjà de persones vivint en cada habitatge era de 2,24 i el nombre mitjà de persones que vivien en cada família era de 2,93.
Per edats la població es repartia de la següent manera: un 25,4% tenia menys de 18 anys, un 6,8% entre 18 i 24, un 23,5% entre 25 i 44, un 22,5% de 45 a 60 i un 21,8% 65 anys o més.
L'edat mediana era de 40 anys. Per cada 100 dones de 18 o més anys hi havia 74,5 homes.
La renda mediana per habitatge era de 22.193 $ i la renda mediana per família de 32.700 $. Els homes tenien una renda mediana de 26.712 $ mentre que les dones 18.750 $. La renda per capita de la població era de 13.559 $. Entorn del 15,9% de les famílies i el 22,7% de la població estaven per davall del llindar de pobresa.

## Poblacions més properes
El següent diagrama mostra les poblacions més properes.